# Papilio thuraui
Espèce
Papilio thuraui est une espèce de lépidoptères (papillons) de la famille des Papilionidae. Cette espèce est présente en Afrique subsaharienne.

## Systématique
L'espèce Papilio thuraui a été décrite pour la première fois en 1900 par l'entomologiste Ferdinand Karsch dans la revue Entomologische Nachrichten.